# Список кардиналов, возведённых папой римским Бенедиктом XVI

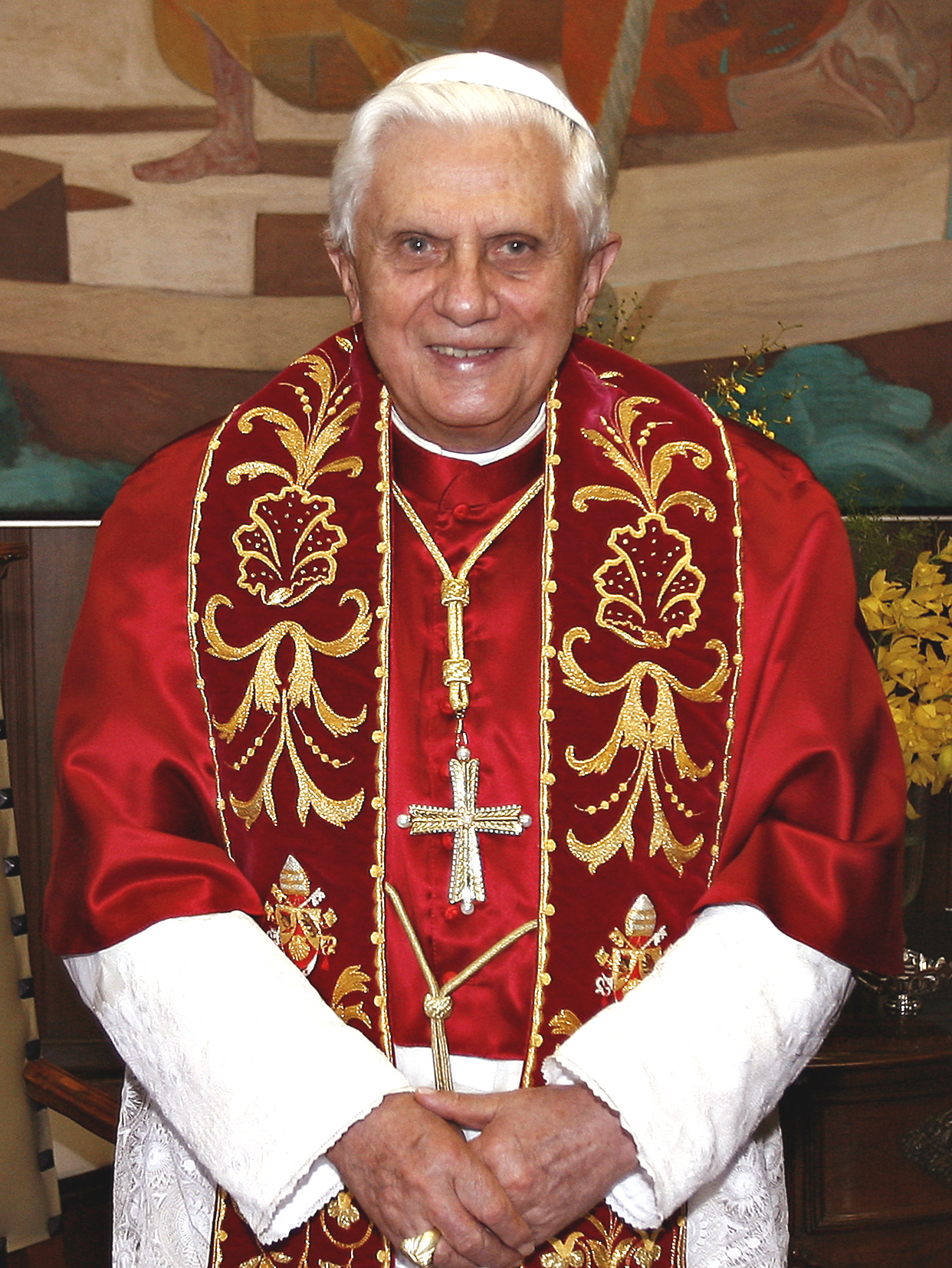
Папа Бенедикт XVI

Кардиналы, возведённые Папой римским Бенедиктом XVI — 90 прелатов и клириков, были возведены в сан кардинала на пяти Консисториях за почти восьмилетний понтификат Бенедиктом XVI. Из них 22 кардинала-выборщика имеют право голосовать на Конклаве.
Самой большой консисторией, была Консистория от 20 ноября 2010 года, на которой было назначено двадцать четыре кардинала.
На данный момент (19 июля 2025 года) в живых остаются 61 кардинал, назначенных Бенедиктом XVI.

## Консистория24 марта2006 года
1. Уильям Джозеф Левада, префект Конгрегации доктрины веры (США);
2. Франц Роде, префект Конгрегации по делам институтов посвящённой жизни и обществ апостольской жизни (Словения);
3. Агостино Валлини, префект Верховного Трибунала Апостольской Сигнатуры (Италия);
4. Хорхе Либерато Уроса Савино, архиепископ Каракаса (Венесуэла);
5. Гауденсио Борбон Росалес, архиепископ Манилы (Филиппины);
6. Жан-Пьер Рикар, архиепископ Бордо (Франция);
7. Антонио Каньисарес Льовера, архиепископ Толедо (Испания);
8. Николай Чон Джин Сок, архиепископ Сеула (Южная Корея);
9. Шон Патрик О’Мелли, архиепископ Бостона (США);
10. Станислав Дзивиш, архиепископ Кракова (Польша);
11. Карло Каффарра, архиепископ Болоньи (Италия);
12. Иосиф Чэнь Жицзюнь, епископ Гонконга (Китай);
13. Андреа Кордеро Ланца ди Монтедземоло, архипресвитер папской базилики Сан-Паоло-фуори-ле-Мура (Италия);
14. Пётр Пореку Дери, бывший архиепископ Тамале (Гана);
15. Альбер Вануа, бывший секретарь Папской Библейской Комиссии (Франция);

## Консистория24 ноября2007 года[1]
1. Леонардо Сандри, префект Конгрегации по делам Восточных Церквей (Аргентина);
2. Джон Патрик Фоли, великий магистр Рыцарского Ордена Гроба Господня (США);
3. Джованни Лайоло, председатель Папской Комиссии по делам государства-града Ватикана и губернатор государства-града Ватикан (Италия);
4. Пауль Йозеф Кордес, председатель Папского Совета Cor Unum (Германия);
5. Анджело Комастри, генеральный викарий Ватикана (Италия);
6. Станислав Рылко, председатель Папского Совета по делам мирян (Польша);
7. Раффаэле Фарина, архивариус Ватиканского Секретного Архива и библиотекарь Римской Церкви (Италия);
8. Агустин Гарсия-Гаско Висенте, архиепископ Валенсии (Испания);
9. Шон Бэптист Брейди, архиепископ Армы (Ирландия);
10. Льюис Мартинес Систак, архиепископ Барселоны (Испания);
11. Андре Вен-Труа, архиепископ Парижа (Франция);
12. Анджело Баньяско, архиепископ Генуи (Италия);
13. Теодор-Адриен Сарр, архиепископ Дакара (Сенегал);
14. Освальд Грасиас, архиепископ Бомбея (Индия);
15. Франсиско Роблес Ортега, архиепископ Монтеррея (Мексика);
16. Даниэль Николас Динардо, архиепископ Галвестона — Хьюстона (США);
17. Одилиу Педру Шерер, архиепископ Сан-Паулу (Бразилия);
18. Джон Нджуэ, архиепископ Найроби (Кения);
19. Эммануэль III Делли, патриарх Вавилона Халдейского (Ирак):
20. Джованни Коппа, бывший апостольский нунций в Чехии (Италия);
21. Эстанислао Эстебан Карлич, архиепископ Параны (Аргентина);
22. Урбано Наверрете Кортес, бывший ректор Папского Григорианского университета (Испания);
23. Умберто Бетти, бывший ректор Папского Латеранского университета (Италия);

## Консистория20 ноября2010 года
1. Анджело Амато, префект Конгрегации по канонизации святых (Италия);
2. Антоний Нагиб, коптский католический патриарх (Египет);
3. Робер Сара, председатель Папского Совета Cor Unum (Гвинея);
4. Франческо Монтеризи, архипресвитер папской базилики Сан-Паоло фуори Ле Мура (Италия);
5. Фортунато Бальделли, великий пенитенциарий (Италия);
6. Рэймонд Берк, префект Верховного Трибунала Апостольской Сигнатры (США);
7. Курт Кох, председатель Папского Совета по содействию Христианскому единству (Швейцария);
8. Паоло Сарди, про-патрон Суверенного военного гостеприимного ордена Святого Иоанна, Иерусалима, Родоса и Мальты (Италия);
9. Мауро Пьяченца, префект Конгрегации по делам духовенства (Италия);
10. Велазио Де Паолис, председатель Администрации церковного имущества Святого Престола (Италия);
11. Джанфранко Равази, председатель Папского Совета по культуре (Италия);
12. Медардо Джозеф Мазомбве, бывший архиепископ Лусаки (Замбия);
13. Рауль Эдуардо Вела Чирибога, бывший архиепископ Кито (Эквадор);
14. Лоран Монсенгво Пасиня, архиепископ Киншасы (Демократическая Республика Конго);
15. Паоло Ромео, архиепископ Палермо (Италия);
16. Дональд Вюрл, архиепископ Вашингтона (США);
17. Раймунду Дамасену Ассис, архиепископ Апаресиды (Бразилия);
18. Казимиж Ныч, архиепископ Варшавы (Польша);
19. Малькольм Ранжит, архиепископ Коломбо (Шри-Ланка);
20. Рейнхард Маркс, архиепископ Мюнхена и Фрайзинга (Германия);
21. Элио Сгречча, бывший президент Папской академии жизни (Италия);
22. Хосе Мануэль Эстепа Льяуренс, бывший генеральный военный викарий Испании (Испания);
23. Вальтер Брандмюллер, бывший председатель Папского Комитета по историческим наукам
24. Доменико Бартолуччи, бывший руководитель хора Сикстинской капеллы (Италия).

## Консистория18 февраля2012 года
1. Фернандо Филони, префект Конгрегации Евангелизации народов (Италия);
2. Мануэл Монтейру де Каштру, великий пенитенциарий (Португалия);
3. Сантос Абриль-и-Кастельо, архипресвитер базилики Санта-Мария-Маджоре (Испания);
4. Антонио Вельо, председатель Папского Совета по Пастырскому попечению о мигрантах и странствующих (Италия);
5. Джузеппе Бертелло, председатель Папской Комиссии по делам государства-града Ватикан и губернатор государства-града Ватикан (Италия);
6. Франческо Коккопальмерио, председатель Папского Совета по интерпретации законодательных текстов (Италия);
7. Жуан Брас ди Авис, префект Конгрегации по делам институтов посвящённой жизни и обществ апостольской жизни (Бразилия);
8. Эдвин Фредерик О’Брайен, великий магистр Рыцарского Ордена Гроба Господня (США);
9. Доменико Кальканьо, председатель Администрации церковного имущества Святого Престола (Италия);
10. Джузеппе Версальди, председатель Префектуры экономических дел Святого Престола (Италия);
11. Георг Аленчерри, верховный архиепископ Эрнакулам-Ангамали (Индия);
12. Томас Кристофер Коллинз, архиепископ Торонто (Канада);
13. Доменик Дука, архиепископ Праги (Чехия);
14. Виллем Эйк, архиепископ Утрехта (Нидерланды);
15. Джузеппе Бетори, архиепископ Флоренции (Италия);
16. Тимоти Долан, архиепископ Нью-Йорка (США);
17. Райнер Мария Вёльки, архиепископ Берлина (Германия);
18. Иоанн Тун Хон, епископ Гонконга (Китай);
19. Лучиан Мурешан, верховный архиепископ Фагараш-Алба Юлия (Румыния);
20. Жюльен Рис, церковный историк и богослов (Бельгия);
21. Проспер Грек, августинец (Мальта);
22. Карл Йозеф Беккер, иезуит (Германия).

## Консистория24 ноября2012 года
1. Джеймс Майкл Харви, префект Папского Дома, будущий архипресвитер папской базилики Сан-Паоло-фуори-ле-Мура (США);
2. Бешар Бутрос Раи, ОММ, маронитский патриарх Антиохии и всего Леванта (Ливан);
3. Баселиос Клеемис Тоттункал, верховный архиепископ Тривандрума Сиро-маланкарского (Индия);
4. Джон Олорунфеми Онаийекан, архиепископ Абуджи, (Нигерия);
5. Рубен Дарио Саласар Гомес, архиепископ Боготы, (Колумбия);
6. Луис Антонио Гоким Тагле, архиепископ Манилы, (Филиппины).